# La Granadella
La Granadella – gmina w Hiszpanii, w prowincji Lleida, w Katalonii, o powierzchni 89 km². W 2011 roku gmina liczyła 750 mieszkańców.